# Église Saint-Laurent de Saint-Laurent-en-Gâtines
Pour les articles homonymes, voir Église Saint-Laurent.
L'église Saint-Laurent de Saint-Laurent-en-Gâtines est une église paroissiale dans la commune de Saint-Laurent-en-Gâtines, dans le département français d'Indre-et-Loire.
Cette ancienne maison forte et demeure seigneuriale des abbés de Marmoutier, construite au XVe siècle et également utilisée comme grange dîmière, est profondément remaniée dans la seconde moitié du XIXe siècle pour remplacer l'ancienne église qui tombe en ruines. Les espaces intérieurs sont réaménagés, une abside est construite et une tour d'escalier transformée en clocher.
L'édifice ainsi modifié est inscrit comme monument historique en 1927.

## Localisation
L'église est construite dans le centre de Saint-Laurent-en-Gâtines, en bordure nord de la D 766 qui relie Château-Renault à Beaumont-Louestault. Au Moyen Âge, le bourg s'est construit autour d'un prieuré-cure dont ce bâtiment faisait partie.
Cet édifice se situe immédiatement au nord-est de l'ancienne église Saint-Laurent, ruinée au milieu du XIXe siècle ; entièrement rasée, une place et un carrefour occupent son emplacement.

## Histoire
Le bâtiment initial est mentionné pour la première fois dans des textes en 1494. C'est alors, sous le nom de « Grand'Maison », le chastel ou maison forte d'une seigneurie, dont une partie est utilisée comme grange dîmière par les abbés de Marmoutier, à qui elle appartient en propre — la seigneurie est jusqu'en 1319 propriété de l'abbaye mais à partir de cette date elle devient propriété personnelle de l'abbé. Produits de la dîme et récoltes y sont stockés dans les étages supérieurs tandis que les étages inférieurs sont divisés en pièces habitables pour les seigneurs et leurs domestiques. Le bâtiment est entouré de murs eux-mêmes protégés par des douves ; ces éléments défensifs ont pour la plupart disparu. Subsistent toutefois une meurtrière à la base du mur occidental ainsi qu'une partie des bâtiments annexes.
Le bâtiment est vendu comme bien national en 1791. Certaines parties de la Grand'Maison sont louées : à partir de 1835, l'instituteur est logé à son rez-de-chaussée et, deux ans plus tard, des archives et du mobilier communaux sont stockés au premier étage.

Plan schématique au sol.

Au milieu des années 1850, l'ancienne église Saint-Laurent menace ruine et le commune projette la construction d'une église neuve. Le curé de Saint-Laurent, qui a acquis la Grand'Maison en 1857  pour éviter qu'elle ne soit démolie, décide en définitive de la transformer en nouvelle église paroissiale sous la conduite de l'architecte diocésain Gustave Guérin puis de son fils Charles malgré la réticence de la commune. Les travaux sont menés de 1862 à 1874 et, en 1876, le curé fait don de la nouvelle église à la commune qui accepte finalement ce don et l'église est consacrée en 1877. Les travaux ne sont toutefois pas terminés puisque le clocher et la sacristie sont bâtis en 1881 et un nouveau portail mis en place en 1899.
L'église est inscrite comme monument historique par arrêté du 12 avril 1927.

## Description

### Bâtiment d'origine
La Grand'Maison, sur plan carré de 18 m de côté pour une hauteur de 28 m au sommet du pignon, est construite en briques avec des chaînages et des cordons de pierre. Les murs extérieurs sont épais de 1,90 m. Le recours massif à la brique s'est imposé au XVe siècle au détriment de la pierre, trop rare dans ces régions de sol limoneux où les chemins, en outre, sont impraticables aux chariots en période hivernale et où les matériaux de construction doivent être fabriqués au plus près du lieu où ils seront utilisés. Toutefois, la recherche esthétique est manifeste avec plusieurs couleurs de briques, dont certaines sont vernissées ; l'ensemble compose un décor où les formes géométriques (croix, losanges) côtoient des briques noires disposées aléatoirement.
Le bâtiment est divisé en plusieurs étages éclairés par de nombreuses fenêtres à meneaux. Ces étages sont desservis par des escaliers à vis renfermés dans deux tourelles extérieures aux façades occidentales et orientale et de même hauteur que celles-ci. L'organisation intérieure des pièces est difficile à déterminer en raison de l'ampleur des modifications effectuées au XIXe siècle mais la surface habitable totale pouvait atteindre 1 000 m2 répartis sur sept niveaux.

### Aménagement en église

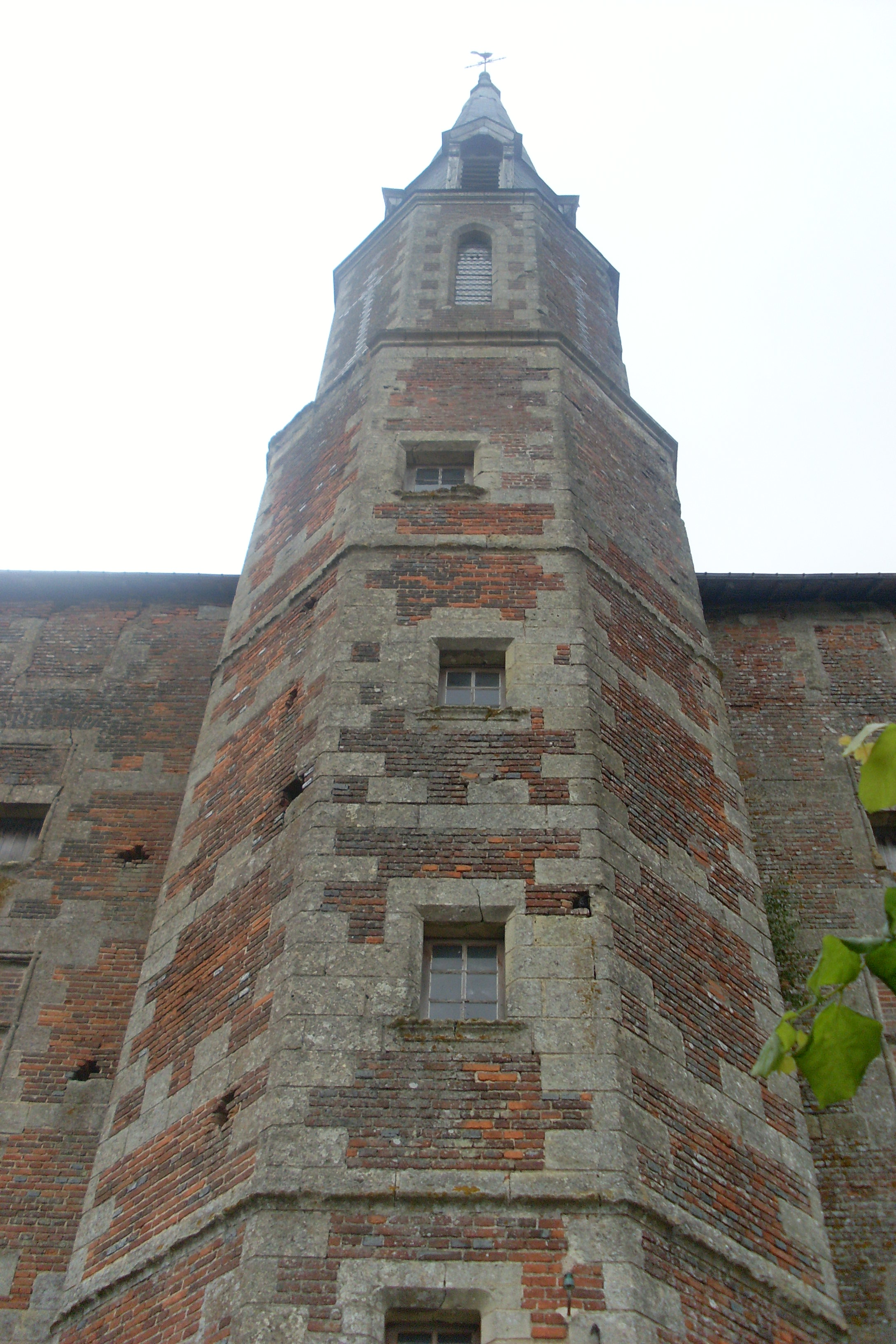
Vue du clocher.

L'intérieur du bâtiment est largement remanié par la suppression de tous les planchers et cloisons des étages et sa division, dans le sens nord-sud, en une nef et deux collatéraux voûtés en briques recouvertes de plâtre ; ce vaisseau comporte deux travées. La partie supérieure de l'édifice se trouve ainsi isolée par les fausses voûtes qui ne supportent aucun poids. Certaines des baies d'origine sont murées mais leurs meneaux conservés, tandis que de nouvelles baies en ogives sont ouvertes au nord et au sud pour éclairer l'intérieur de la nef.
L'aspect extérieur est profondément modifié. La tourelle orientale est démolie en 1874 — ses vestiges se devinent encore en partie supérieure — et remplacée par une abside à cinq pans dont deux sont éclairés par des rosaces et trois par de grandes baies en ogives ; certains vitraux qui les garnissent proviennent de l'atelier de Julien-Léopold Lobin. Dans un second temps, une sacristie est construite contre le flanc méridional de l'abside ; une chapelle, en vis-à-vis contre le flanc septentrional de l'abside, prévue sur les plans initiaux, n'est en définitive pas édifiée. La toiture de la tourelle occidentale est démontée ; la tourelle elle-même est rehaussée en maçonnerie dans le même style que la partie basse et une flèche en bois recouverte d'une toiture en ardoise vient chapeauter l'ensemble qui devient le clocher ; l'escalier à vis d'origine reste fonctionnel.
Aussi bien dans la modification des baies que dans l'agencement intérieur, c'est le style néogothique qui prévaut, selon les usages du moment mais aussi en accord avec la période de construction de la Grand'Maison.

## Pour en savoir plus